# Chaetilia tasmanica
Chaetilia tasmanica là một loài chân đều trong họ Chaetiliidae. Loài này được Poore miêu tả khoa học năm 1985.